# Mieczysław Onyszkiewicz
Mieczysław Onyszkiewicz (ur. w 1844 w Byble, zm. 1 listopada 1917 w Krakowie) – właściciel ziemski, poseł do Sejmu Krajowego Galicji IV, V, VI, VII, VIII, IX i X kadencji.

## Życiorys
Będąc uczniem gimnazjum wraz z młodszym bratem Zdzisławem (ur. 1846) walczył w powstaniu styczniowym 1862 jako podoficer kawalerii w oddziale Józefa Wysockiego. Brał udział w bitwie pod Radziwiłłowem (zakończonej niepowodzeniem 2 lipca 1863). 
W 1873 został członkiem, a w latach 1876-1882 był prezesem Rady Powiatowej w Rohatynie. 18 października 1888 został posłem do Sejmu Krajowego Galicji pozostał w jego składzie aż do 1914. W latach 1899 -1914 był członkiem Wydziału Krajowego we Lwowie. Zajmował się sprawami gospodarczymi, wspierał materialnie Krajową Radę Kolejową, działał w Radzie Szkolnej Krajowej, Komisji Regulacji Rzek w Galicji. Od 1869 członek i działacz Galicyjskiego Towarzystwa Gospodarskiego, członek jego Komitetu (15 czerwca 1892 - 18 czerwca 1903). Od 1892 był członkiem Galicyjskiego Towarzystwa Kredytowego Ziemskiego. 
W latach 1879–1890 zasiadał jako poseł w Radzie Państwa wybrany z okręgu wielkiej własności ziemskiej Rohatyn-Bóbrka. Tutaj również zajmował się sprawami gospodarczymi a zwłaszcza rozwojem i budową dróg wodnych. Politycznie związany był ze środowiskiem konserwatystów wschodniogalicyjskich grupą Podolaków. Zmarł po ciężkiej chorobie w Krakowie. Pochowany na cmentarzu Rakowickim (pas 6 zach.-7).

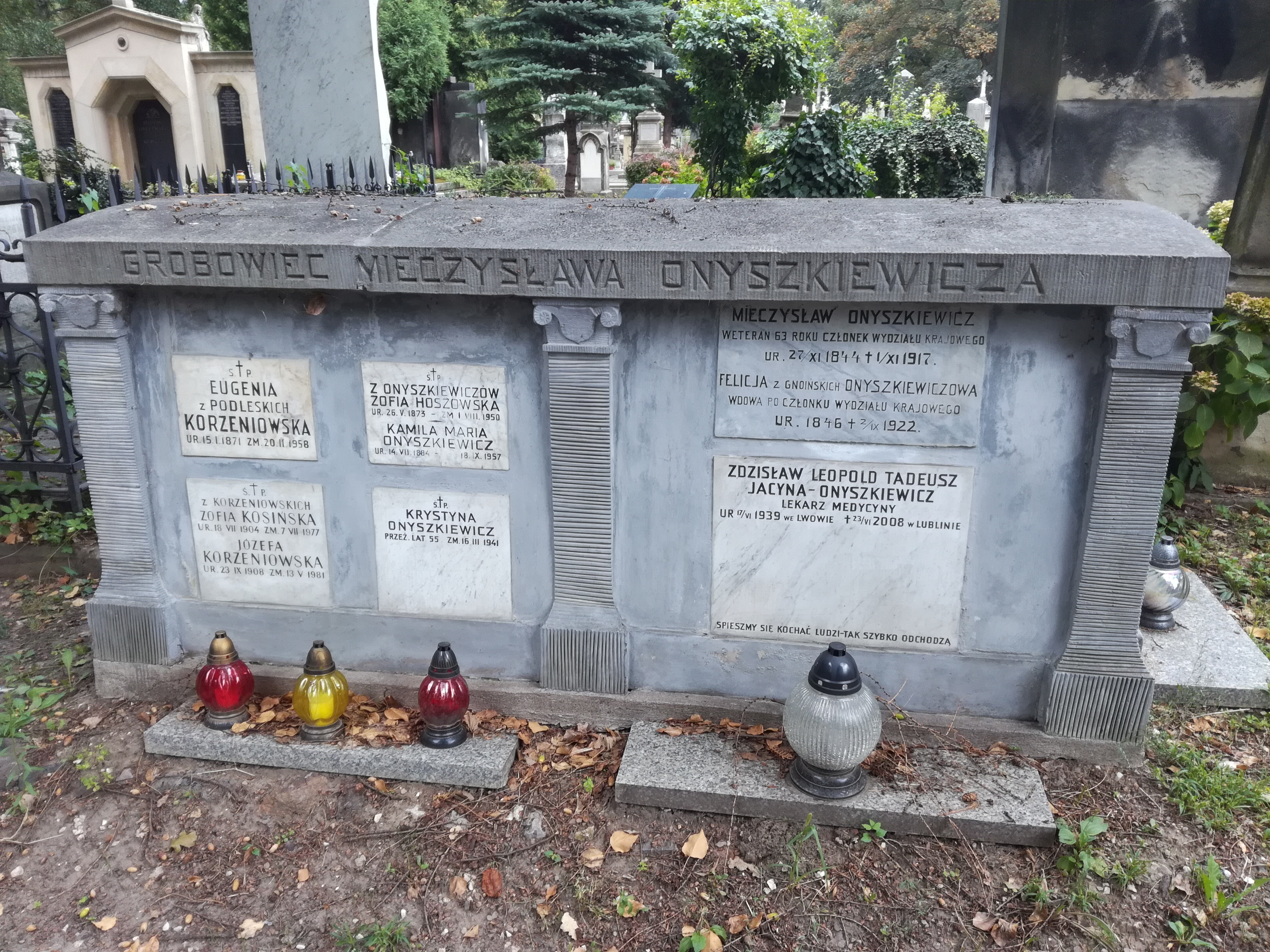
Grobowiec Mieczysława Onyszkiewicza